# Lee Myung-hee
Lee Myung-hee (koreanisch 이명희; * 19. Mai 1969) ist eine südkoreanische Badmintonspielerin.

## Karriere
Lee Myung-hee feierte ihre größten sportlichen Erfolge 1988, als sie bei den US Open die Dameneinzelkonkurrenz gegen Landsfrau Lee Jung-mi gewinnen konnte. Bei derselben Veranstaltung wurde sie auch Zweite im Damendoppel mit Cho Young-suk.

## Sportliche Erfolge
| Saison | Veranstaltung | Disziplin   | Platz | Name                          |
| ------ | ------------- | ----------- | ----- | ----------------------------- |
| 1988   | US Open       | Dameneinzel | 1     | Lee Myung-hee                 |
| 1988   | US Open       | Damendoppel | 2     | Lee Myung-hee / Cho Young-suk |